# Peinture anti-Wi-Fi
Pour les articles homonymes, voir Peinture.
Une peinture anti-Wi-Fi est une peinture à base d'oxydes d'aluminium et de fer, utilisée pour absorber et bloquer, entre autres, les fréquences Wi-Fi. Les plus récentes peintures anti-Wi-Fi peuvent bloquer des fréquences supérieures à 100 GHz et même 200 GHz.
Les particules d'aluminium et de fer, qui sont magnétiques, résonnent aux fréquences Wi-Fi et aux ondes radio.

## Création
La peinture anti-Wi-Fi est développée au départ par l'équipe de Shin-ichi Ohkoshi à l'université de Tokyo. L'idée est rapidement reprise par de nombreuses entreprises.

## Usages
Actuellement, cette peinture est utilisée principalement pour prévenir la captation des données par des tiers. Cependant, cette peinture peut servir à protéger des instruments médicaux, dans les hôpitaux, ou à teindre des vêtements pour qu'ils protègent le corps (notamment des enfants et des femmes enceintes) des effets néfastes présumés des ondes électromagnétiques de l'environnement moderne,.